# کنه‌های تارتن دروغین
کنه‌های تارتن دروغین (نام علمی: Tenuipalpidae) نام یک تیره از بالاراسته کنه‌شکلان است.
کنه‌های خانواده تنویپالپیده که عموماً به نام کنه‌های تخت یا کنه‌های تارتن دروغین شناخته می‌شوند، دارای پراکنش جهانی هستند. همه اعضای این خانواده گیاهخوار بوده و باعث ایجاد خسارت روی گیاهان میزبان با تغذیه مستقیم از سلول‌های اپیدرمی ساقه، برگها و میوه می‌شود.